# Carlo Bartolomeo Romilli
Il conte Carlo Bartolomeo Romilli (Bergamo, 14 marzo 1794 – Milano, 7 maggio 1859) è stato un arcivescovo cattolico italiano, vescovo di Cremona ed arcivescovo di Milano.

## Biografia

### I primi anni
Di nobile famiglia bergamasca, Carlo Bartolomeo Romilli era figlio del conte Antonio e di sua moglie, la nobile Laura Asperti. Venne ordinato sacerdote il 20 dicembre 1817. Divenne in seguito parroco di Trescore ed infine venne nominato vescovo di Cremona il 19 gennaio 1846 da papa Gregorio XVI, che sarebbe presto deceduto (1º giugno). Fu consacrato vescovo il 21 giugno 1846 a Bergamo.
In seguito alla morte del cardinal Gaisruck (19 novembre 1846), fu nominato arcivescovo di Milano da papa Pio IX il 14 giugno 1847. Fece il suo solenne ingresso in diocesi e in città il 4 settembre e celebrò la sua prima messa in Duomo l'8 settembre.
Il suo insediamento avvenne tra le dimostrazioni favorevoli del popolo (il 4 settembre a Gorla, oggi quartiere di Milano, l'8 e il 9 sul sagrato del Duomo), il cui entusiasmo era alimentato dal nuovo clima patriottico creato da Pio IX e dal fatto di succedere, lui italiano, a un austriaco. La nomina di un arcivescovo italiano in una città occupata dall'Austria, trascendeva il valore religioso per acquistare una valenza politica, e per questo il 9 la polizia venne chiamata ad intervenire contro la folla plaudente provocando un morto e numerosi feriti.

### La curia milanese e le Cinque Giornate di Milano

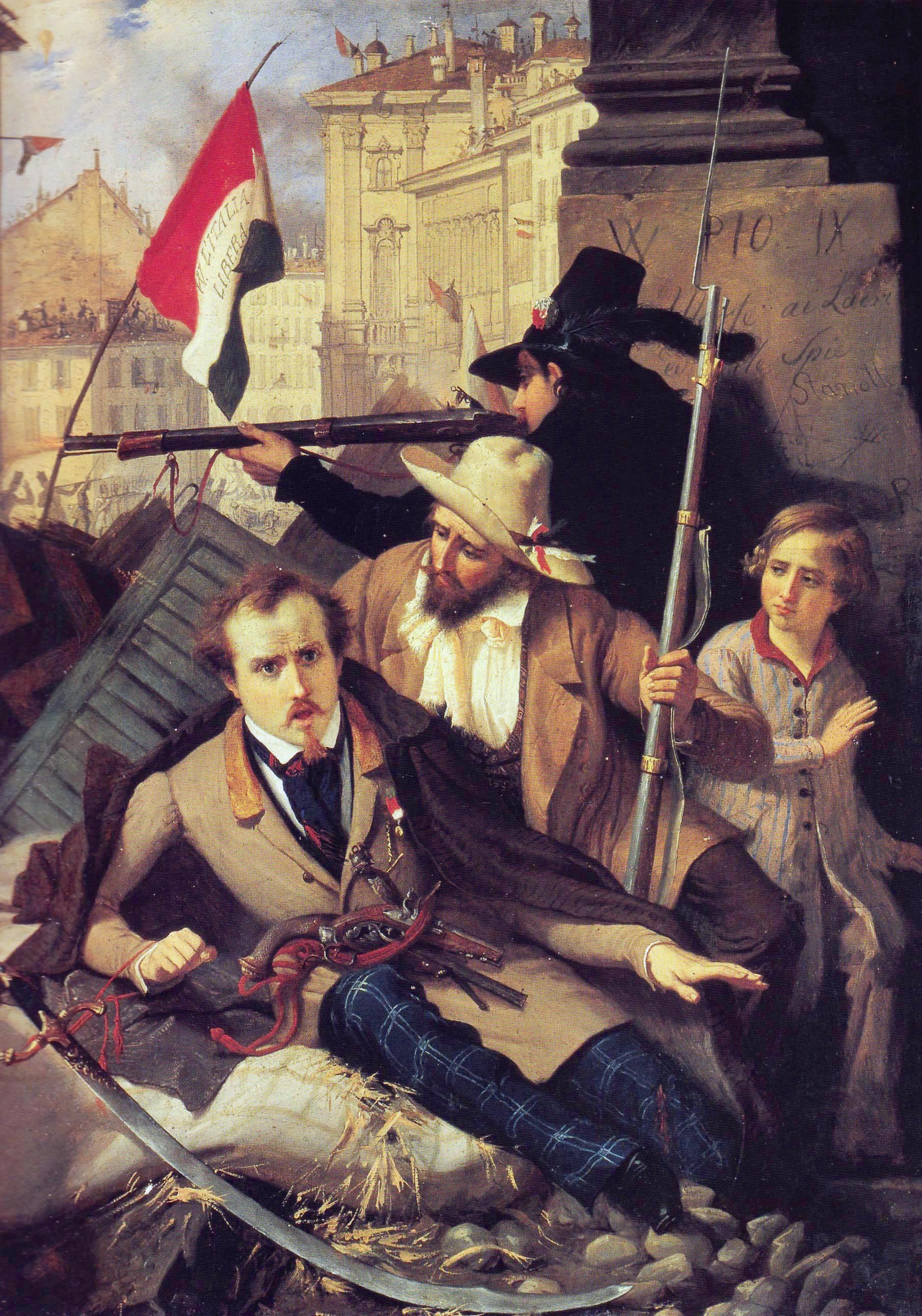
Episodio delle cinque giornate di Milano

Sei mesi dopo si svolsero le Cinque Giornate di Milano (18 - 22 marzo 1848). Incoraggiata dagli eventi nel resto d'Italia e in Francia, la mattina del 18 si accese la rivolta popolare: una folla composta da uomini, donne e ragazzi appartenenti a ogni ceto sociale si diresse verso il palazzo del governatore chiedendo l'autorizzazione ad istituire una Guardia Nazionale a gridando all'unisono "viva l'Italia, viva Pio IX!". Il tempestivo arrivo di Romilli non servì a placare i rivoltosi, ma, frainteso, accese ancor di più gli animi del popolo.
In seguito al successo dell'insurrezione delle Cinque Giornate, il 9 aprile 1848, a nome dell'arcivescovo Romilli, mons. Luigi Biraghi si presentò al conte Gabrio Casati, presidente del Governo Provvisorio di Milano, per ottenere alla Chiesa la libertà nei rapporti con la Santa Sede, nelle nomine dei vescovi, nell'amministrazione dei beni ecclesiastici, nell'insegnamento e nell'educazione, tutte cose fortemente soggette all'autorità civile dai tempi delle riforme giuseppine.
Ma la prima guerra di indipendenza si risolse in una sconfitta degli italiani e il 5 agosto 1848 Romilli fece parte della delegazione che per conto di re Carlo Alberto trattò con il maresciallo Radetzky la resa di Milano e l'armistizio di Salasco.
Ristabilito il governo austriaco nel Lombardo-Veneto, nel 1849 l'arcivescovo Romilli era ormai malvisto dal potere imperiale, tanto più che mons. Biraghi si adoperava alla riammissione nel ministero dei giovani sacerdoti che avevano affiancato i combattenti nella guerra di indipendenza e che (24 maggio 1849) la conferenza episcopale lombarda inviava all'imperatore Francesco Giuseppe un indirizzo di solidarietà con i vescovi dell'Austria e del Tirolo, che avevano chiesto maggiore autonomia nelle decisioni ecclesiastiche (verrà concessa il 18 aprile 1850).
Il 25 maggio 1850 Romilli annunciò con lettera alla diocesi la sua prima visita pastorale e riprese l'uso di redigere gli atti delle visite, abbandonato dal suo predecessore. Tra il 1850 e il 1853 Romilli rivendicò la sua autonomia dal governo nelle nomine ecclesiastiche, senza successo e venne anzi costretto a piegarsi; si interessò comunque personalmente a trovare una sistemazione ai chierici “rosminiani” e "liberali", compromessisi nel 1848, fra cui lo stesso Biraghi. Probabilmente anche per questo (e forse per il conseguente veto austriaco) non ottenne mai la porpora cardinalizia, fatto del tutto inconsueto per un arcivescovo di Milano.
Il 6 febbraio 1853 scoppiarono nuovi moti a Milano, repressi da Radetzky con diciotto condanne all'impiccagione. La pastorale dell'arcivescovo (13 febbraio) parve troppo accomodante verso i governanti austriaci e deluse i fedeli e molti sacerdoti. In seguito alle pressioni del governatore Radetzky, nel 1853 epurò i seminari dei docenti compromessisi nel 1848, reinserendovi gli Oblati dei Santi Ambrogio e Carlo (peraltro secondo il dettato di san Carlo Borromeo). Di salute cagionevole, Romilli fu dunque criticato da parti opposte per la sua cedevolezza ai suoi sacerdoti "liberali" e al governo austriaco.

### L'episcopato a Milano

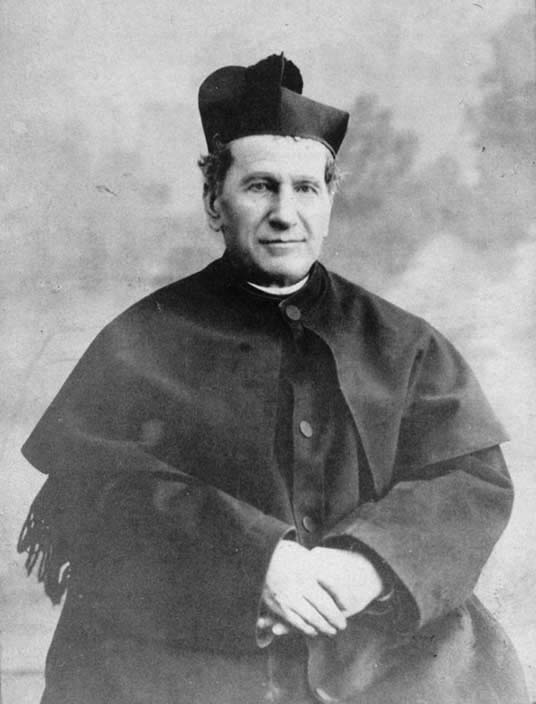
Giovanni Bosco, il fondatore dei Salesiani, che l'arcivescovo Carlo Bartolomeo Romilli accolse a braccia aperte a Milano

L'episcopato di Romilli, travagliato per le vicende politiche, sotto l'aspetto spirituale e religioso fu un momento di sviluppo per la chiesa milanese. Tra il 1848 e il 1854 Romilli:
- richiamò in vita le congregazioni diocesane o plebane, istituite da san Carlo Borromeo e volte al mantenimento “dei buoni studi e della esatta disciplina” dei sacerdoti, e quindi della loro santità
- restaurò l'ordine degli Oblati dei Santi Ambrogio e Carlo e riaffidò loro direzione e insegnamento nei seminari (negati dal predecessore 30 anni prima) come disposto da S. Carlo Borromeo
- richiamò a Milano i Cappuccini, ai quali Radetzky affidò l'assistenza nell'ospedale militare di Sant'Ambrogio
- accolse a Milano don Giovanni Bosco che promuoveva l'Opera degli Oratori, alla base della Congregazione Salesiana
- riammise i Francescani Osservanti nella chiesa e nel convento di Sant'Angelo
- convinse il governo ad approvare il nuovo Seminario delle missioni estere a San Calocero (promosso da monsignor Angelo Ramazzotti), predecessore del P.I.M.E.
- fece rientrare i Cappuccini nel convento di San Vittore all'Olmo
- approvò la regola delle Suore Orsoline di Santa Marcellina (Marcelline) fondate nel settembre 1838 a Cernusco sul Naviglio da don Luigi Biraghi e Marina Videmari
- riammise in diocesi i Carmelitani Scalzi e li introdusse nel loro Santuario di Concesa presso Trezzo sull'Adda
- favorì la nascita dell'Istituto per sordomuti poveri (promosso da don Eliseo Ghislandi e dal conte Paolo Taverna)

### Le tensioni preunitarie
Finalmente, nel 1855 il concordato fra Austria e Santa Sede restaurava una maggior autonomia dell'autorità ecclesiastica da quella politica. Tuttavia, Romilli non poté goderne, sia perché venne applicato nel Lombardo-Veneto solo in minima parte, sia soprattutto per il declinare della sua salute.

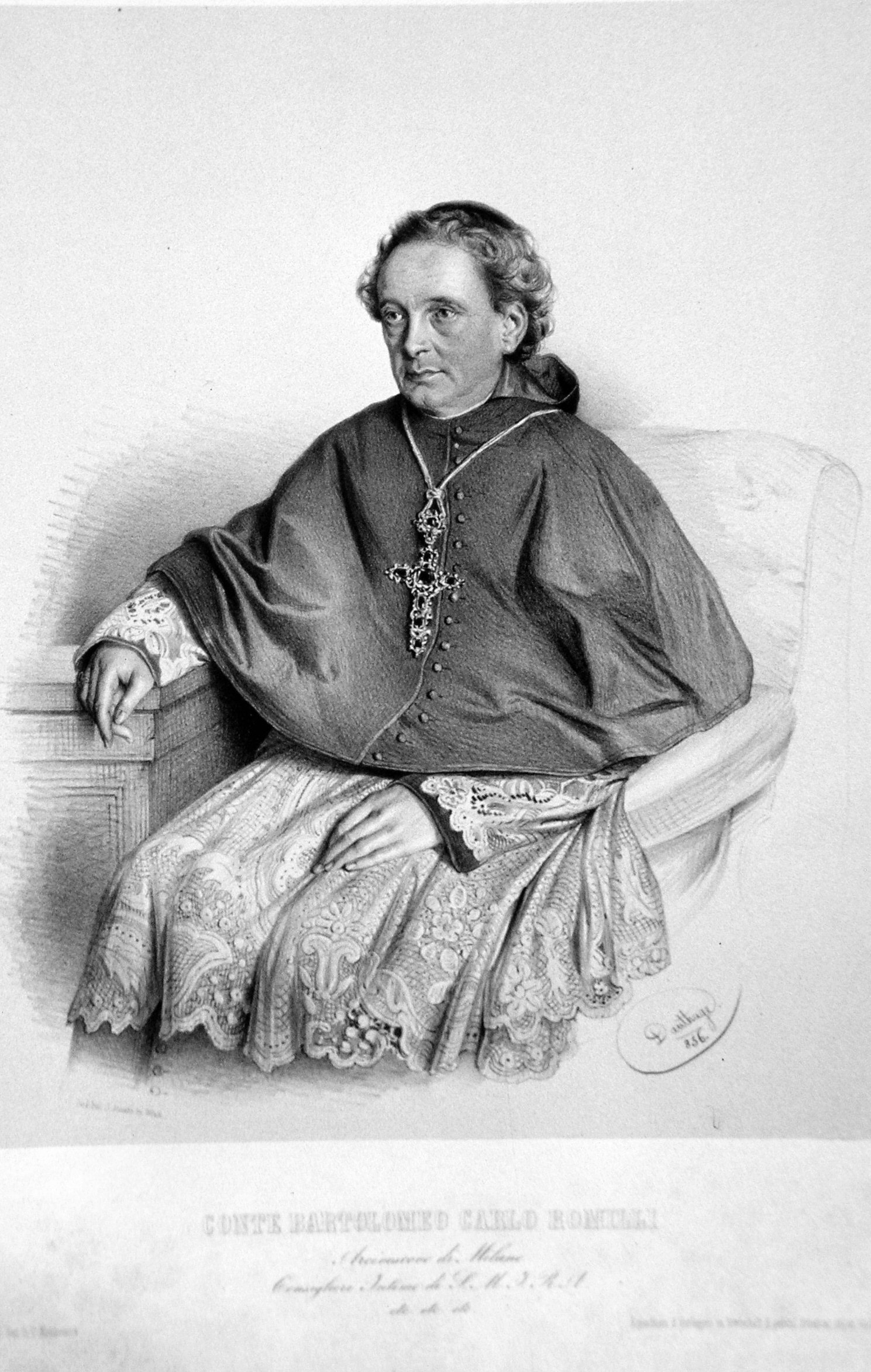
Bartolomeo Carlo Romilli in una litografia di Adolf Dauthage, 1856

### Il declino fisico
Il 2 dicembre 1855, a causa dell'incapacità fisica di Romilli, papa Pio IX nominò vescovo ausiliare monsignor Carlo Caccia Dominioni. Il 6 aprile 1857, dopo la morte del predecessore Bernardino Burocco, Paolo Angelo Ballerini fu nominato da Romilli vicario generale dell'arcidiocesi.
Dopo che il 21 dicembre 1857 Romilli ebbe un colpo apoplettico, all'inizio del 1858 il vicario generale Ballerini ne assunse le funzioni.
Il 7 maggio 1859 Romilli muore. I suoi funerali si svolgono in Duomo senza la consueta solennità a causa dell'inizio delle ostilità tra Austria, Piemonte e Francia.
Il capitolo nomina vicario capitolare Carlo Caccia Dominioni.
In piena seconda guerra di indipendenza, Ballerini fu indicato alla Santa Sede dal governo austriaco il 4 giugno 1859 come primo di una terna di nomi in base al diritto di presentazione allora vigente secondo il concordato del 1855.
Il 25 giugno 1859 papa Pio IX scelse il Ballerini come arcivescovo di Milano, che pure era ormai stata occupata dalle truppe franco-sarde.
Tra lo stato piemontese (regno di Sardegna), che da lì a poco diventerà il Regno d'Italia, e la Santa Sede, il caso Ballerini diventò uno dei maggiori motivi di conflitto. La questione durò con rigida contrapposizione per anni fino a che, nel marzo 1867, non fu trovata una soluzione conciliativa.

## Genealogia episcopale e successione apostolica
La genealogia episcopale è:
- Cardinale Scipione Rebiba
- Cardinale Giulio Antonio Santori
- Cardinale Girolamo Bernerio, O.P.
- Arcivescovo Galeazzo Sanvitale
- Cardinale Ludovico Ludovisi
- Cardinale Luigi Caetani
- Cardinale Ulderico Carpegna
- Cardinale Paluzzo Paluzzi Altieri degli Albertoni
- Papa Benedetto XIII
- Papa Benedetto XIV
- Papa Clemente XIII
- Cardinale Marcantonio Colonna
- Cardinale Giacinto Sigismondo Gerdil, B.
- Cardinale Giulio Maria della Somaglia
- Cardinale Carlo Odescalchi, S.I.
- Vescovo Carlo Gritti Morlacchi
- Arcivescovo Carlo Bartolomeo Romilli

La successione apostolica è:
- Vescovo Carlo Caccia Dominioni (1855)

## Araldica
| Stemma | Descrizione                                    | Blasonatura |
|        | Carlo Bartolomeo Romilli Arcivescovo di Milano | D'azzurro, all'albero di verde, nodrito di un'isola d'oro e addestrato da un naufrago di carnagione, al capo d'oro. Ornamenti esteriori da arcivescovo metropolita. |